# Dux bellorum
Dux (en plural, duces) és un terme utilitzat en llatí per fer referència a un líder, l'etimologia deriva del verb ducere, el significat del qual és liderar. Posteriorment, el terme derivaria en el títol de duc.
Durant la República Romana, dux podia fer referència a qualsevol persona que comanda a un exèrcit, incloent-hi els líders estrangers, no és un grau militar formal. Per exemple, Juli Cèsar utilitza el terme en els seus comentaris sobre la Guerra de les Gàl·lies per referir-se als generals celtes, i en una ocasió, per un comandant romà que no ocupava un grau oficial.
A partir del segle iii, la paraula dux adquiriria el significat d'un grau formal dins de la jerarquia militar o administrativa de l'Imperi Romà.
En l'exèrcit romà, un dux normalment estaria al càrrec de dues o més legions i normalment ocupava la màxima jerarquia civil de la zona. No obstant això, durant el dominat els poders del dux van quedar dividits del paper de governador i van quedar a càrrec d'un nou càrrec amb, precisament, el títol de dux. Seguia sent, per tant, el més alt nivell jeràrquic de l'exèrcit i comandava a les legions de la regió, però el governador havia d'autoritzar l'ús dels poders militars del dux. Una vegada autoritzat, actuava de manera independent en tots els assumptes militars.
Amb les reformes de Dioclecià, les províncies romanes van ser agrupades en diòcesi administrades per un vicarius. Cada un d'aquests era assistit per un dux, el qual era jeràrquicament superior als dux de les províncies. El dux responsable de la diòcesi estava, al seu torn, subjecte a l'autoritat del magister militum d'una prefectura pretoriana.

## Usos post-romans
El rei Artús, en una de les primeres aparicions a la literatura, es descriu com a bellorum dux («dux de batalles») entre els reis dels romano-britànics, en les seves guerres contra els anglosaxons.
La paraula dux és també l'arrel dels diversos títols d'alt rang de la noblesa feudal, com ara (a través dels frances duc), el duke anglès, l'espanyol i portugués duque, el venecià doge i l'italià duca i duce i el dukas en grec modern (δούκας).
El dictador feixista italià, Benito Mussolini utilitzà el títol de dux (i duce en italià) per a representar el seu lideratge.